# Tianguistenco
Tianguistenco är en kommun i Mexiko.   Den ligger i delstaten Mexiko, i den sydöstra delen av landet, 50 km sydväst om huvudstaden Mexico City.
Följande samhällen finns i Tianguistenco:
- Santiago Tíanguistenco
- San Lorenzo Huehuetitlán
- Tlacomulco
- Coamilpa de Juárez
- La Magdalena de los Reyes
- San José Mezapa Sección I
- Pueblo Nuevo
- Tlaminca
- Colonia las Granjas
- Santa Cruz de Bravo
- Ahuatenco
- Antlantlacpac
- Chiquixpac Sección II
- Techmaninalli
- Metztitla
- Colonia Campesina
- Colonia San Miguel
- Colonia Guadalupe Rhon de Hank
- Ocotenco
- Ex-Hacienda de Atenco
- Tierra Colorada
- Tzitzicazapa
- El Tejocote